# Lysende natsky
Lysende natskyer er et atmosfærisk fænomen der forekommer i dybt tusmørke. De iagttages oftest i sommermånederne på nordlige og sydlige breddegrader mellem 50° og 70°.
Det er de højeste skyer i Jordens atmosfære og befinder sig i mesosfæren i højde på omkring 85 km. De er kun synlige når de rammes af sollys der kommer fra under horisonten, samtidig med at beskueren og den nedre del af atmosfæren er i Jordens skygge; ellers er skyerne for tynde til at kunne ses. Lysende natskyer er et meteorologisk fænomen der ikke er helt forstået. Skyer kan i almindelighed ikke nå så store højder og dermed så lave lufttryk.
Som forklaring blev det engang foreslået at de bestod af støv fra vulkanudbrud eller meteorer, men lysende natskyer vides nu hovedsageligt at bestå af vandis (bekræftet af satellitten UARS). De lader til at være et ret nyt fænomen – første gang beskrevet i 1885, kort efter udbruddet af Krakatoa – og det er blevet foreslået at de kunne have med klimaændringer at gøre. Mindst én forsker, Michael Stevens fra det amerikanske Naval Research Laboratory mener at udstødning fra rumfærger måske bidrager til dannelsen af lysende natskyer. Fotografier har desuden vist at visse skyer af vragdele fra rumfartsulykker er blevet forvekslet med lysende natskyer. Nogle mener at en overgang til brintsamfundet ville øge antallet af lysende natskyer i fremtiden på grund af store udledninger af vanddamp.
Lysende natskyer kan studeres fra jorden, fra rummet og in situ fra forskningsraketter, men er for høje til at kunne nås med vejrballoner. Lysende natskyer blev første gang registreret fra rummet af et instrument på satellitten OGO-6 i 1972. For mere nylig har den svenske satellit Odin, opsendt 2001, undersøgt dem indgående. Satellitmissionen AIM der blev opsendt i 2007 har til formål at udforske lysende natskyer.
I 2006 meddelte forskere på projektet Mars Express at de havde fundet skyer af kuldioxid der minder om lysende natskyer, over Mars, og at disse nåede højder på 100 km over planetens overflade.
NASA har i 2009 en planlagt opsendelse af Charged Aerosol Release Experiment (Care) for yderligere undersøgelse af lysende natskyer  .